# Instrument multidiapason

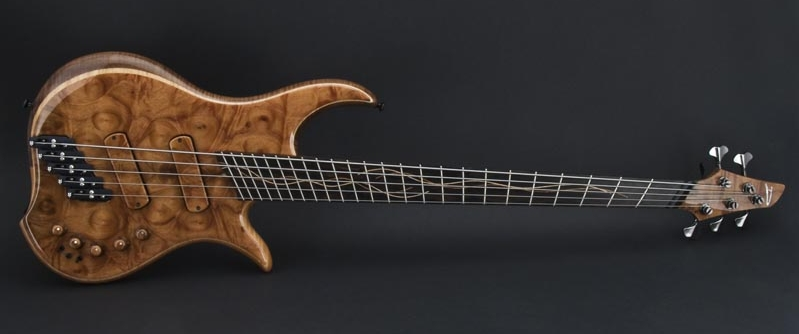
Basse cinq cordes multi-diapason de la marque Dingwall.

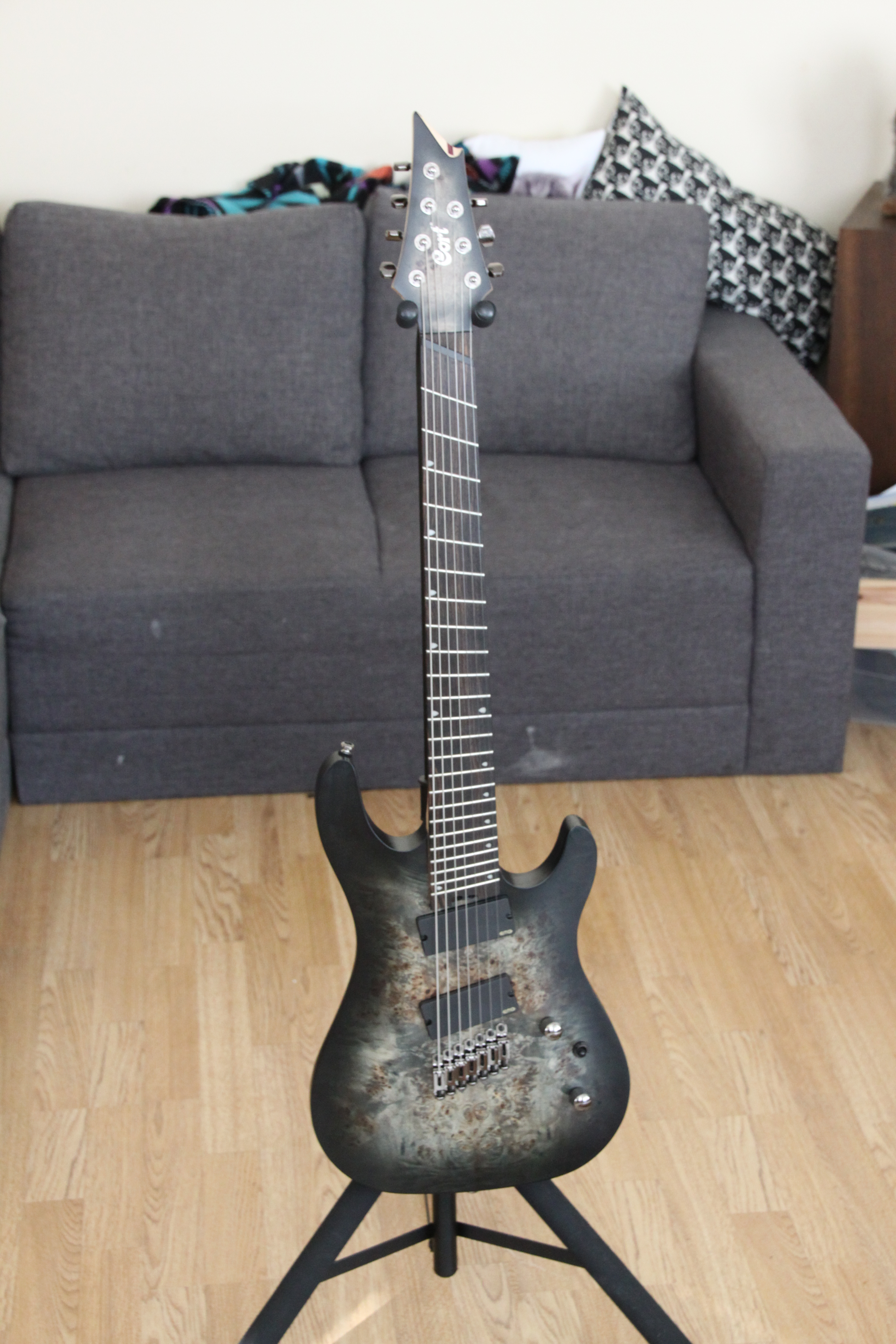
Une guitare électrique sept cordes multidiapason de la marque Cort.

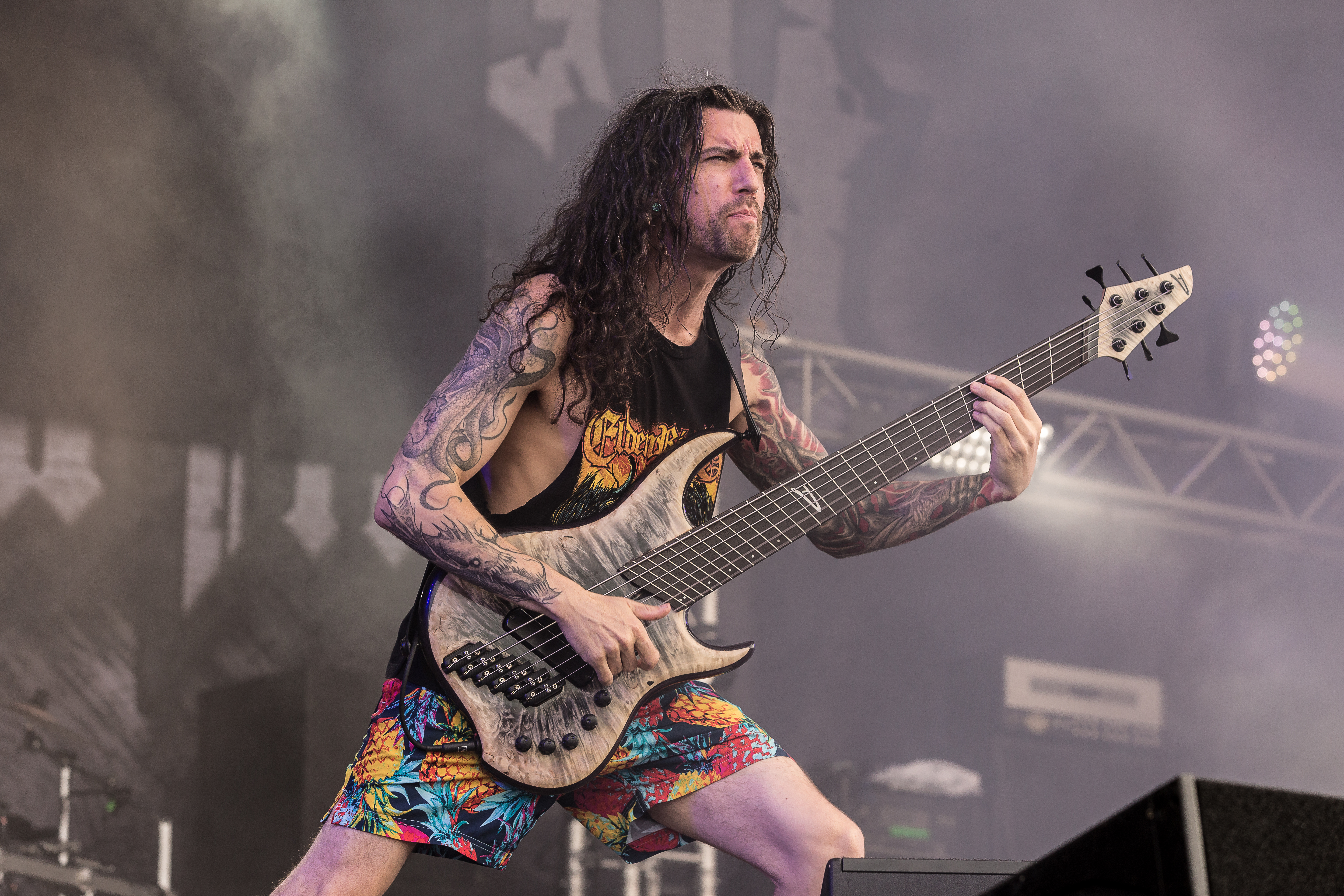
Jared Smith du groupe de death metal Archspire utilise une basse multidiapason Dingwall sur scène en 2023.

En lutherie, un instrument multidiapason ou multi-diapason (en anglais multiscale, fanned fret ou fanfret), est un instrument à cordes (généralement une guitare ou une basse) où le diapason de chaque corde est différent : les cordes graves sont plus longues que les aigües. Les frettes, disposées en éventail, équilibrent la tension entre toutes les cordes et améliorent l'intonation. Les guitares multidiapason sont inventées par le luthier Ralph Novak en 1989.
Historiquement, plusieurs instrument multidiapason ont existé avant le XXe siècle, comme l'orpharion (XVIe siècle).